# علم موفقیت (نشریه)
«علم موفقیت» فصلنامه ای در زمینه اجتماعی، سیاسی، فرهنگی و هنری بود که از پاییز ۱۳۸۲ تا تابستان ۱۳۸۷ در تهران منتشر می‌شد. امتیازانتشار این ماهنامه در سال ۱۳۸۷ توسط هیئت نظارت بر مطبوعات لغو شد.

## خط مشی علم موفقیت
نشریه «علم موفقیت» ابتدا به صورت ماهنامه و سپس فصلنامه توسط گروهی از اعضای مؤسسه علم موفقیت، از زیر مجموعه‌های جمعیت ال یاسین و با محتوای اجتماعی، سیاسی، فرهنگی و هنری- بین سال‌های ۱۳۸۲ تا ۱۳۸۷ منتشر می‌شد. هدف اصلی این فصلنامه افزایش آگاهی عمومی در زمینه‌های ذکر شده و بستر سازی جهت آموزش روشهایی از موفقیت بود که به‌طور اختصاصی توسط ایلیا م. (پیمان فتاحی) ارائه شده بودند. این نشریه در سال ۱۳۸۷ توسط هیئت نظارت بر مطبوعات لغو امتیاز شد.

## تحریریه
مدیر مسئول و صاحب امتیاز این ماهنامه فرنگیس کاظمی، و سردبیران آن به ترتیب حمیدرضا همتی، رکسانا خوشابی، فاطمه زندی و مریم مداح بودند.

## علت لغو امتیاز
در سال ۱۳۸۷، هیئت نظارت بر مطبوعات علت لغو امتیاز را عدم التزام به قانون اساسی ذکر کرد اما بنابر اظهارات غیررسمی مسئولان وقت وزارت ارشاد، دلیل اصلی لغو امتیاز نشریه ارتباط آن با پیمان فتاحی بود.